# Cíclid de dues taques
El cíclid de dues taques (Hemichromis bimaculatus) és una espècie de peix de la família dels cíclids i de l'ordre dels perciformes
que es troba a l'Àfrica Occidental, al Camerun, a la República Democràtica del Congo i a la conca del riu Nil.
Els mascles poden assolir els 13,6 cm de longitud total.